# Voo Siberian Light Aviation 42
O voo Siberian Light Aviation 42 foi um voo doméstico de passageiros russo programado de Kedrovy para Tomsk, ambos no Oblast de Tomsk na Sibéria. Em 16 Em julho de 2021 o Antonov An-28 que operava o voo sofreu uma falha de motor duplo 10 minutos após o início do voo e pousou em uma área remota no Pântano de Vasyugan, no distrito de Bakcharsky .  O piloto quebrou a perna e o que exigiu uma cirurgia, mas todos os passageiros e tripulantes restantes escaparam com ferimentos leves.

## Fundo

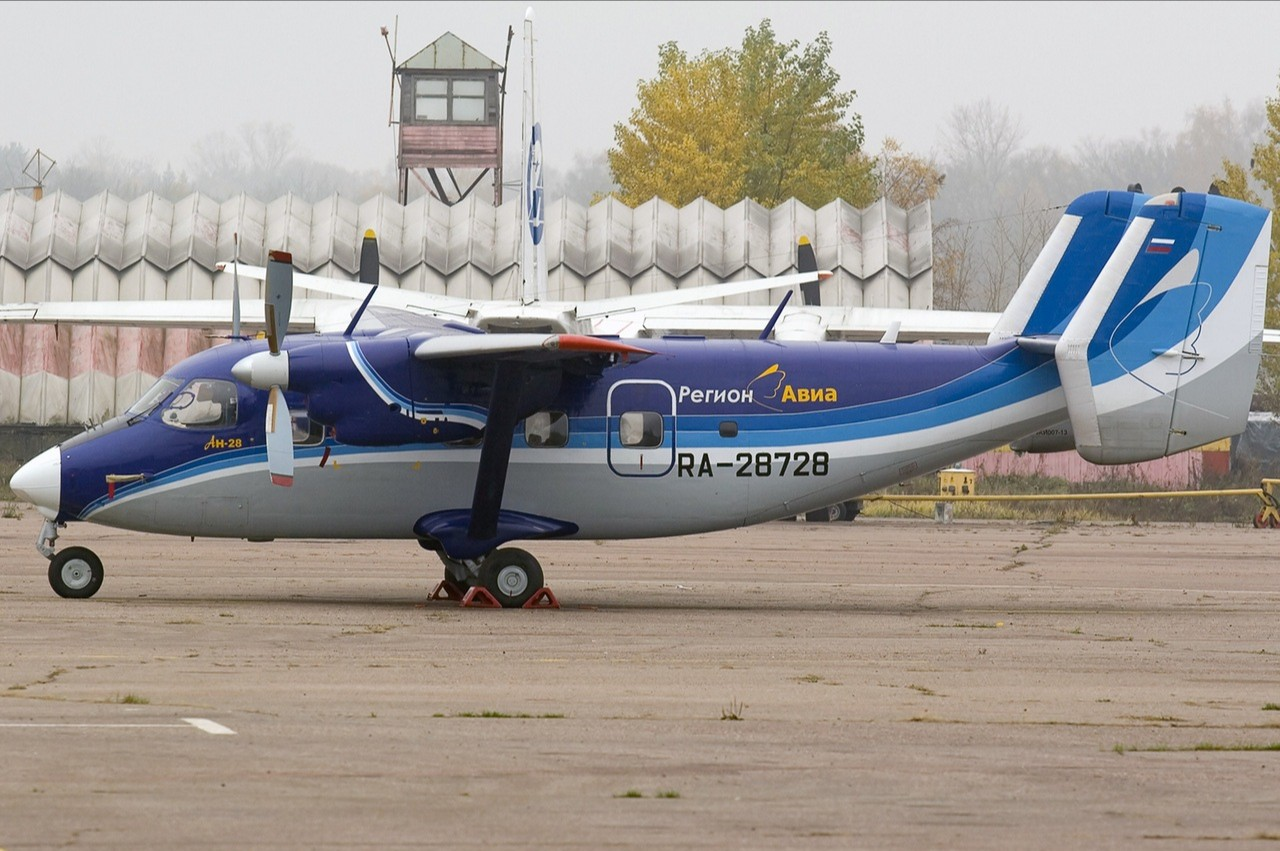
A aeronave envolvida no acidente em 2007, ainda em serviço na Região Avia Airlines

A cidade de Kedrovy, de onde o voo partiu, não tem uma conexão rodoviária durante todo o ano com o resto da Rússia, portanto, os voos para a cidade são o único método de transporte de passageiros e carga, especialmente no verão, quando as turfeiras circundantes não são congeladas. As autoridades locais estabeleceram uma programação de voos subsidiados entre Kedrovy e Tomsh em 2019, com o custo da passagem fixado em 2.000 rublos. Os bilhetes esgotam rapidamente e os lugares vazios nos voos são raros.  Em 16 de julho de 2021, o voo de Kedrovy para Tomsk foi atrasado em até dez horas devido às más condições meteorológicas. 
A aeronave Antonov An-28 (registro número RA-28728, planta número 1AJ007-13, número de série 07-13), foi construída em 19 de dezembro de 1989, na fábrica PZL-Mielec em Mielec, na Polônia. Em abril de 1990, foi transferido para a Aeroflot soviética sob o número de cauda СССР-28728 (USSR-28728). Até 1991, foi operado na UGA quirguiz da Aeroflot, mais tarde transferida para a companhia aérea do Quirguistão (em russo: Авиалинии Киргизстана). Em 1999, foi comprado pela companhia aérea russa Region Avia. Em 2012, foi transferido para a "SiLA", que o operava no momento do incidente. 

## Equipe técnica
Neste voo estavam 4 membros da tripulação.
- Piloto no comando - Pryzhkov Anatoly Yakovlevich, 56 anos, trabalhava na "SiLA" desde 2015.
- Primeiro oficial - Khasanov Farukh, 32 anos, trabalha no "SiLA" desde fevereiro de 2021.
- Técnico de manutenção de aeronaves - Minayev Nikita
- Engenheiro de voo - Feldenstein Alexander

## Acidente
O voo SL 42 partiu do aeroporto da cidade de Kedrovy em atraso às 15:58 na hora local. Dez minutos de voo, a uma altitude de 3,000 m (10,000 ft) e 70 km (40 mi) longe de seu aeroporto de origem, ambos os motores da aeronave falharam.    Os pilotos tentaram religar os motores novamente, mas não tiveram sucesso. 
Em entrevistas após o acidente, o piloto relatou que depois que a aeronave entrou em uma nuvem densa, ocorreu o congelamento dos motores, causando a falha de ambos. Os passageiros se prepararam para um pouso forçado e os pilotos tentaram pousar em uma área onde as árvores eram menos densas, mas após tocar o solo, a aeronave afundou na lama e o piloto percebeu que o local de pouso escolhido era na verdade uma turfa macia. pântano .   Após atingir a superfície macia, a aeronave capotou e os passageiros foram suspensos de cabeça para baixo em seus assentos. 

## Rescaldo
Quando a aeronave caiu, ela desapareceu das telas do radar e a tripulação não respondeu aos pedidos de rádio do controle de tráfego aéreo.  Pouco depois, o sistema COSPAS-SARSAT detectou um sinal de farol de emergência no distrito de Bakcharsky. Com base neste sinal, a Emercom da Rússia despachou três helicópteros Mi-8 para procurar a aeronave desaparecida. 
No solo, os tripulantes estavam preocupados com a possibilidade de uma explosão na aeronave invertida e rapidamente evacuaram os passageiros da aeronave.  Não esperando ser resgatados rapidamente, os sobreviventes começaram a montar um abrigo para a noite.  O local do acidente foi localizado por helicópteros que avistaram um longo caminho de árvores caídas, a aeronave capotada e a fumaça de um incêndio no acampamento.  Os veículos todo-o-terreno fizeram a viagem através do terreno difícil e chegaram cerca de uma hora depois. 

## Lesões
Após o acidente, doze dos ocupantes evacuaram de helicóptero do local do acidente para Tomsk, mas seis passageiros se recusaram a voar novamente e foram levados para a estrada mais próxima por um veículo todo-o-terreno, depois transferidos para um ônibus.   O piloto em comando quebrou a perna que exigiu cirurgia, e um passageiro de 17 anos foi tratado por uma concussão.   O resto dos passageiros e membros da tripulação sofreram ferimentos leves, mas não houve mortes.   Nos dias após o incidente, a companhia aérea informou que estava fornecendo 100.000 rublos (aproximadamente $ 1.300 / ₤ 980 / € 1.150) em compensação a cada um dos passageiros do voo. 

## Investigação
Os investigadores do acidente anunciaram que estariam investigando quatro possibilidades da causa do acidente, incluindo problemas com o combustível, mau funcionamento do equipamento, condições meteorológicas extremas e erro do piloto, com um relatório preliminar previsto para o final de agosto de 2021.  Em 19 de julho, os investigadores revelaram que haviam recuperado o gravador de dados do voo e que os dados estavam sendo recuperados. 
Nos dias que se seguiram ao acidente, uma fonte próxima à investigação disse a jornalistas que a principal teoria da causa do acidente foi que a aeronave entrou em uma região de alta umidade, o que fez com que as entradas de ar dos motores fossem obstruídas com gelo. Ainda não se sabe por que os sistemas anti-gelo a bordo da aeronave falharam em evitar o acúmulo e por que o voo decolou nessas condições.  Outra fonte indicou que havia a possibilidade de os pilotos não terem prestado atenção aos níveis de combustível da aeronave, apontando os graves danos à aeronave e a circunstância de o combustível não vazar e causar incêndio ou explosão no batida.  Em 16 de julho de 2021, as autoridades investigativas do Comitê de Investigação da Rússia abriram um processo criminal com base em um crime nos termos do art. 263 Código Penal da Rússia ( violação das regras de segurança de tráfego e operação do transporte aéreo ).  No entanto, se a investigação descobrir que o acidente foi causado por algo fora do controle dos pilotos, a tripulação pode contar com prêmios de habilidade e coragem para guiar com segurança a aeronave atingida até o solo. 
Em 28 de julho de 2021, uma fonte disse a repórteres que os dados do voo mostraram que a aeronave havia nivelado a 3,100 m (10,200 ft), que era inferior à altitude atribuída.  Cerca de um minuto após o nivelamento, os motores falharam, com cerca de três segundos de intervalo.  O sistema automático de alerta de congelamento não indicou que o avião estava sofrendo de congelamento, e o sistema antigelo dos motores e da fuselagem não ligou.  Os investigadores também revelaram que estavam examinando o horário de trabalho e descanso das tripulações de voo da companhia aérea, após descobrirem que a tripulação envolvida no acidente havia realizado dez voos totalizando 12,5 horas nas 24 horas anteriores ao acidente. 
O Serviço Federal de Supervisão de Transporte decidiu realizar uma inspeção não programada da companhia aérea.